# Eisenwolframat
Eisenwolframat ist eine anorganische chemische Verbindung des Eisens aus der Gruppe der Wolframate.

## Vorkommen
Eisenwolframat kommt natürlich in Form des Minerals Ferberit vor.

## Gewinnung und Darstellung
Eisenwolframat kann durch Reaktion von Ammoniumeisen(II)-sulfat mit Natriumwolframat gewonnen werden.
{\displaystyle \mathrm {(NH_{4})_{2}Fe(SO_{4})_{2}+Na_{2}WO_{4}\ \longrightarrow {}\ FeWO_{4}\downarrow +(NH_{4})_{2}SO_{4}+Na_{2}SO_{4}} }

## Eigenschaften
Eisenwolframat ist ein schwarzer Feststoff. Die Verbindung ist ein p-Typ-Halbleiter. Er besitzt eine monokline Kristallstruktur mit der Raumgruppe P2/a (Raumgruppen-Nr. 13, Stellung 3).